# Granulaia stygnoides
Genre
Espèce
Granulaia stygnoides, unique représentant du genre Granulaia, est une espèce d'opilions laniatores de la famille des Zalmoxidae.

## Distribution
Cette espèce est endémique de l'État de Bolívar au Venezuela. Elle se rencontre sur le Cerro Guaiquinima.

## Description
Le mâle holotype mesure 1,50 mm et la femelle paratype 1,48 mm.

## Publication originale
- González-Sponga, 1998 : « Arácnidos de Venezuela. Dos nuevos géneros y cuatro nuevas especies de Opiliones Laniatores del Tepui Guaiquinima y del Parque Nacional Canaima (Phalangodidae: Cosmetidae). » Memoria Sociedad de Ciencias Naturales La Salle, vol. 57, no 148, p. 3–16.